# Густав Енгвалль
Густав Фредрік Пер Енгвалль (швед. Gustav Per Fredrik Engvall, нар. 29 квітня 1996, Кальмар, Швеція) — шведський футболіст, центральний форвард бельгійського клубу «Мехелен». Грав у складі національної збірної Швеції.

## Ігрова кар'єра

### Клубна
Густав Енгвалль є вихованцем футбольної академії «Гетеборга», де він починав займатися футболом у 2012 році. У липні 2013 Густав зіграв свій дебютний матч у основному складі «біло-синіх» у Аллсвенскан.
Влітку 2016 року Енгвалль перейшов до складу англійського «Бристоль Сіті». Але забронювати за собою місце в основі нападник так і не зумів, провівши в англійському клубі лише чотири матчі. І вже наступного року він повернувся до Швеції, де грав на правах оренди. Спочатку у столичному «Юргордені», а пізніше у рідному «Гетеборгу».
У 2018 році Енгвалль приєднався до бельгійського клубу «Мехелен».

### Збірна
У 2013 році у складі юнацької збірної Швеції (U-17) Густав Енгвалль посів третє місце на юнацькому чемпіонаті Європи, що проходив у Словаччині. В тому ж році Енгвалль також став бронзовим призером юнацького чемпіонату світу в ОАЕ. У матчі проти однолітків з Іраку Енгвалль зробив хет-трик.
У січні 2016 року у товариському матчі проти команди Естонії Густав Енгвалль дебютував у національній збірній Швеції.
У 2017 році Енгвалль брав участь у молодіжній першості Європи, який приймала Польща.

## Досягнення
Гетеборг
- Переможець Кубка Швеції: 2012/13, 2014/15

Мехелен
- Переможець Кубка Бельгії: 2018/19